# Карліс Лобе
Карліс Лобе (Карл Лобе, латис. Kārlis Lobe; *26 березня 1895, Яунпіебалгська волость — †9 липня 1985, Стокгольм) — штандартенфюрер Латиського добровольчого легіону СС, офіцер російської і латвійської армії. Кавалер Ордена Трьох зірок.

## Біографія
В армії Колчака воював проти Червоної Армії, на Далекому Сході командував латвійським полком «Іманта». Потім перейшов на службу до Латвійської армії. Начальник штабу 2-го Вентспілсського полку.
Під час Другої світової війни працював на різних посадах в поліцейських і військових формуваннях, створених нацистами на території Латвії. До 29 серпня 1941 був начальником сил самооборони Вентспілса. Командир 280-го Болдерайського поліцейського батальйону. Згодом командував 43-м полком 19-ї гренадерської дивізії Ваффен СС (січень — травень 1944).
Багато джерел стверджують, що Лобе брав участь в каральних акціях і масових вбивствах євреїв, але ці твердження не були доведені.
У Швеції був одним з організаторів руху Яструби Даугави, оратором і почесним філістром корпорації Fraternitas Imantica.